# НАМІ
Державний науковий центр Російської Федерації Федеральне державне унітарне підприємство «Центральний науково-дослідний автомобільний і автомоторний інститут „НАМІ“» (ДНЦ РФ ФГУП «НАМІ») — провідна наукова організація Російської Федерації в галузі розвитку автомобільної промисловості.
Інститут нагороджений орденом Трудового Червоного Прапора.

## Історія
Науковий автомоторний інститут був утворений 14 березня 1920 ріка на базі Наукової автомобільної лабораторії (НАЛ) при науково-технічному відділі ВСНХ, яка була створена 16 жовтня 1918 рік а. З 1924а інститут санкціонував закупівлі імпортної автомобільної техніки. До 1927 ріку був розроблений перший самостійний автомобіль НАМІ-1 (перший легковий автомобіль у СРСР).
У 1930-х роках інститут став провідним конструкторським підрозділом радянської автомобільної промисловості. У цей час були розроблені і запущені у виробництво перші радянські тролейбуси, створені кілька моделей тракторів і вантажівок вантажних автомобілів. Для потреб РККА активно розроблялися напівгусеничні моделі, бронеавтомобілі.
З 1931 по 1946 рік називався Науковий автотракторний інститут (НАТІ).
На початку 1946 ріка у зв'язку з передачею тракторної промисловості у відання Міністерства сільськогосподарського машинобудування НАТІ був поділений на дві частини. Автомобільна частина залишилася у віданні Мінавтопрому і була перетворена на Науково-дослідний автомобільний та автомоторний інститут (НАМІ). Тракторна частина передана Мінсільгоспмашу та на її базі організований союзний Науково-дослідний тракторний інститут НАТІ (НАТІ).
В інституті було сконструйовано кілька двигунів, які стали основою для серійних моделей. Однак багато перспективних конструкторських рішень не могли бути швидко освоєні радянською промисловістю. Наприклад, розробки переднього приводу в НАМІ почалися в 1966-1967 роках, а перший передньопривідний автомобіль масово почав випускатися в СРСР тільки в 1980-і роки. У той же період почалися розробки автоматичної коробки передач для легкових автомобілів.
Вчені та конструктори інституту брали активну участь у створенні, випробуваннях та запуску у виробництво практично всіх радянських автомобілів, ряду двигунів і тракторів.
1994 року інститут НАМІ отримав статус Державного наукового центру Російської Федерації.
У 2003 році Федеральне агентство з технічного регулювання та метрології Росії акредитувало НАМИ як Випробувальний центр продукції автомобілебудування (ІЦАІ), який став технічною службою з правом проведення випробувань з Правил ЄЕК ООН.
У 2014 році НАМІ придбав за 1 євро у групи ОНЕКСІМ технології, конструкторську документацію та виняткові права на ноу-хау з розробки кузова та шасі гібридного автомобіля «Ё-мобіль».
НАМІ є представником Російської Федерації у Технічному комітеті 22 «Дорожній транспорт» Міжнародної організації зі стандартизації.

## Полігон
У 1964 році при інституті був організований випробувальний полігон (Науковий випробувальний центр автомобільної та мотоциклетної техніки, НІЦІАМТ), розташований недалеко від Дмитрова. Наразі цей підрозділ носить назву Науково-дослідний центр з випробувань та доведення автомототехніки ФГУП «НАМІ» (НІЦІАМТ ФГУП «НАМІ»).

## Видання
З 1923 інститут почав випускати «Бюлетень Науково-автомоторного інституту». В даний час збірка «Праці НАМІ» включена до переліку видань, рекомендованих Вищою атестаційною комісією (ВАК), для публікацій матеріалів дисертацій.

## Проекти 1920-х — 1930-х років
- НАМІ-1
- НАМІ-2
- НАМІ-3
- ГАЗ-ВМ (НАМІ-ВМ)

## Проекти 1940-х років - н. в
Крім 1920—1930-х років, НАМІ виробляла лише розробку концепт-карів:
- 1944 — НАМІ-253 «УльЗІС»
- 1948 — ГАЗ-НАМІ «Перемога»
- 1948 -  1951 - Намі-ЛАЗ-750/751
- 1949 — НАМІ-012/018
- 1949—1953 — НАМІ-013
- 1955—1956 — ІМЗ-НАМВ-050 «Білка»
- 1957 — НАМІ-031
- 1958 — НАМІ-049 «Вогник»
- 1958 — НАМІ-055
- 1959 — Турбо-НАМІ-053
- 1960 — НАМІ-С-3/С-3М
- 1961 — НАМИ-032С
- 1961 —  НАМИ-032М
- 1962 — СМЗ-НАМІ-086 «Супутник»
- 1963 — НАМІ-076 «Єрмак»
- 1964—1966 — НАМІ-0107
- 1965 — НАМІ-0106
- 1965 — НАМИ-049А «Целіна»
- 1967 — НАМІ-0107Б
- 1968 — НАМІ-0132
- 1968 — ЛАЗ-360 (передньопривідний)
- 1968 — НАМІ-0127
- 1968 — НАМІ-0137
- 1970 — НАМІ-0145
- 1971 — НАМІ-0173
- 1973—1984 — НАМІ-0157
- 1978—1993 — КрАЗ-250
- 1979—1993 — КрАЗ-260
- 1979—1982 — НАМІ-0219
- 1979—1982 — НАМІ-0231
- 1979—1982 — НАМІ-0266
- 1979—1984  — НАМІ-РАФ
- 1985 — НАМІ-3305
- 1987 — НАМІ-0284 «Дебют»
- 1987 — НАМІ «Охта»
- 1987 — НАМІ-0286 «Тайфун»
- 1987 — НАМІ-0287
- 1988 — НАМВ «Дебют-II»
- 1988 — НАМІ-0342 «Кузя»
- 1988 - ГАЗ-3102 «Волга» (варіант модернізації)
- 1988—1990 — НАМІ-0288 «Компакт»
- 1988 - НАМІ-ЛуАЗ «Прото»
- 1988 - НАМІ-0290 «Апельсин»
- 1991 — НАМІ-0295 «Русь»
- 1992 — НАМІ-АР7.2
- 1992 — НАМІ-1819 «Умка»
- 1993 — НАМІ-0325 «Компакт-II»
- 1994 — НАМІ-Ода
- 1995 — ГАЗ-НАМІ 3102 «Волга-Престиж»
- 1997 — НАМІ «Гренадер»
- 2006 — НАМІ-2339
- 2006 — НАМІ-1337
- 2006 — НАМІ-1338
- 2006 — НАМІ-2338
- 2016 — KAMAZ-1221 «ШАТЛ»

Підприємство брало участь у створенні нового російського сімейства автомобілів представницького класу «Aurus» для перших осіб держави.

## Відомі співробітники інституту
- Брилінг Микола Романович
- Долматовський Юрій Аронович
- Кобилінський Валентин Сергійович
- Ліпгарт Андрій Олександрович
- Можаров Петро Володимирович
- Орлін Андрій Сергійович
- Пельцер Олександр Іванович
- Хлєбніков Олександр Михайлович
- Чудаков Євген Олексійович
- Шарапов Костянтин Андрійович
- Парфенов Дмитро Вікторович
- Хаїнов Геннадій Євгенович
- Амбросенков Олексій Прокопович

## Див також
- Кортеж (проект)